# Anna Sahlin
Anna Cecilia Sahlin Wahlsteen, med artistnamnet Anna Sahlene, född 11 maj 1976 i Sandarne i Söderhamns kommun, är en svensk popsångare, låtskrivare och skådespelare, känd från bland annat Melodifestivalen.

## Biografi

### Bakgrund och film
Anna Sahlin är uppvuxen i en musikalisk familj i lilla orten Sandarne i Hälsingland och spelade där bland annat oboe i en lokal orkester. Hon medverkade som barnskådespelare i Lasse Hallströms långfilmer Alla vi barn i Bullerbyn (1986) och Mer om oss barn i Bullerbyn (1987) – under 1990-talet även utgivna som blandade episodfilmer på DVD – baserade på Astrid Lindgrens böcker. Där spelar hon sin namne, Anna, personligt handplockad av Astrid Lindgren, vilket hon också berättade om i SVT:s midsommarprogram Midsommar i Furusund (2012). Senare har hon också varit röstskådespelare i ett antal animerade utländska filmer.

### Melodifestivaler och Eurovision Song Contest
2002 fick Anna Sahlin internationell uppmärksamhet, då hon med ett dygns varsel fick förfrågan att ersätta en estnisk artist i finalen till estniska motsvarigheten till Melodifestivalen, en final hon vann. Därmed fick hon representera Estland i Eurovision Song Contest 2002 med låten "Runaway" och kom då på tredje plats, en av Estlands bästa placeringar någonsin. Hon var även medkompositör till låten "Sunshine", som 2004 deltog i Norges Melodi Grand Prix (Norges motsvarighet till svenska Melodifestivalen) och framfördes av Malin Schavenius.
Senare har hon tävlat i fjärde deltävling av svenska Melodifestivalen 2003 i Sundsvall med låten "We're Unbreakable" (slutade på en femte plats), därefter i första deltävlingen 2006 i Leksand med låten "This Woman" (slutade också på femte plats) och i Melodifestivalen 2009 i elegant duett med norska Maria Haukaas Storeng med melodin "Killing Me Tenderly" (gick inte vidare från deltävling 4 i Malmö Arena). Utöver solomedverkan har hon även medverkat i andra Eurovision-bidrag för Sverige (med Charlotte Perellis vinnarbidrag "Take me to your heaven" 1999), Australien 2016 och Storbritannien 2019.
20 år efter tävlandet för Estland i Eurovision Song Contest 2002 deltog hon återigen med stor uppmärksamhet i estländska melodifestivalen Eesti Laul med den delvis egenskrivna låten "Champion" vintern 2021–2022 och kom i finalen i februari på fjärde plats.

### Musik och skådespeleri
Hon har haft hitlåtar som "Unbreakable" och "The Little Voice". Hon sjunger också titelsången i Disney Channel-serien Det Surrar om Maggie på den svenska versionen, var under första halvan av 2007 en av deltagarna i dansprogrammet Let's Dance i TV4 och har medverkat i en mängd TV-program, såsom Bingolottos tioårsjubileum tillsammans med en barnkör från Brunnsbo musikklasser. 2010 medverkade hon i UR:s diskussionsprogramserie på tv, Pop och politik
Under 2007–2008 spelade Anna Sahlin huvudrollen i musikalen Footloose på Stora Teatern i Göteborg och på Intiman i Stockholm. 2011 gjorde hon med LaGaylia Frazier krogshowen The Blues Mothers på Eriksbergshallen i Göteborg och Globens annex i Stockholm. Under 2012–2013 spelade hon rollen som Maria Magdalena i Ronny Danielssons uppmärksammade uppsättning Jesus Christ Superstar med Ola Salo på Göta Lejon, en roll hon tidigare även framfört vid andra konsertproduktioner av musikalen.
Hon skrev och framförde den officiella låten för SM-veckan 2017 i Söderhamn, "We Are One".

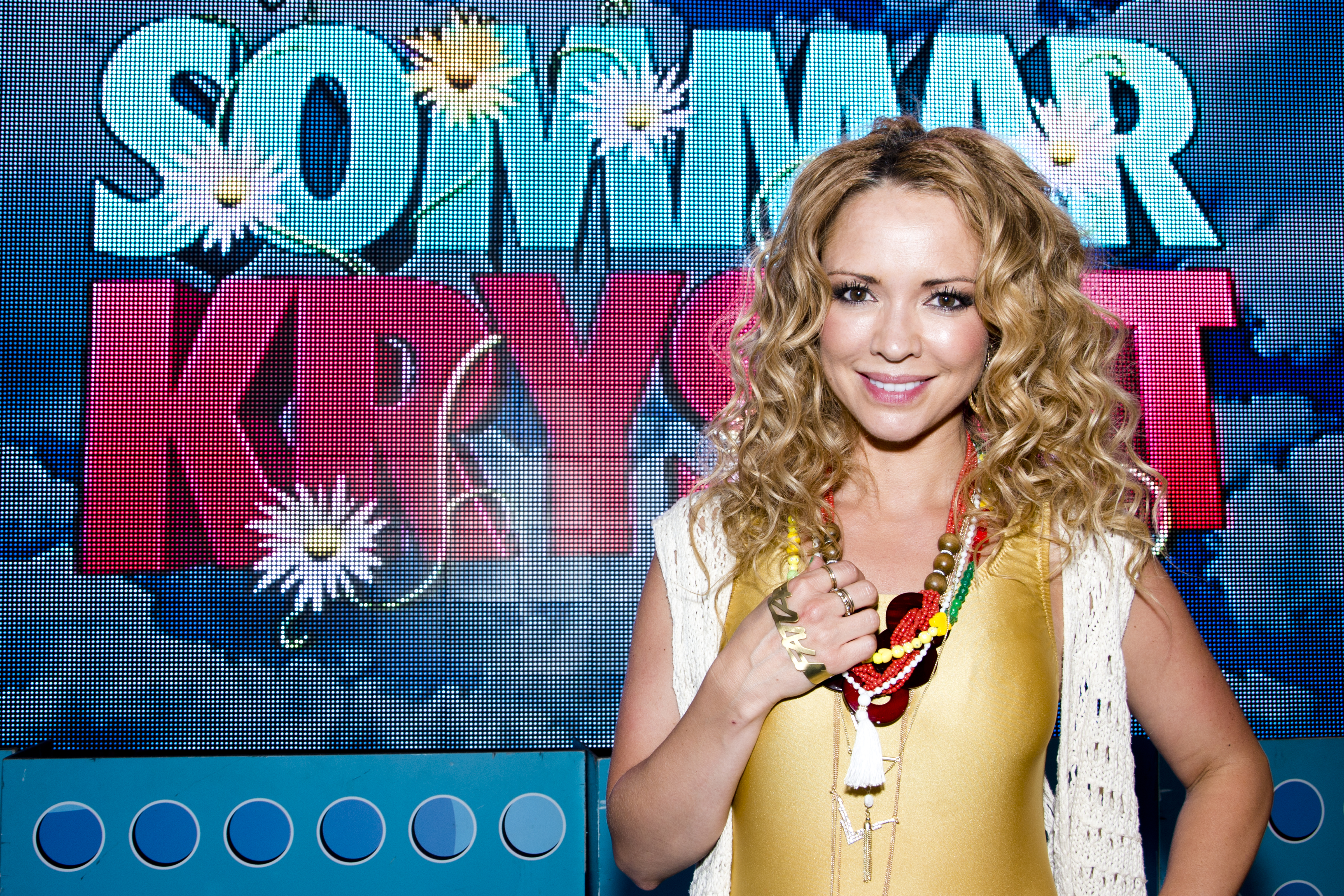
Anna Sahlin på Sommarkrysset 2014

2018–2019 spelade hon rollen som "Grace" i Eva Rydbergs uppsättning av musikalen Annie på Nöjesteatern i Malmö och Lorensbergsteatern i Göteborg. Dottern Lily Wahlsteen spelade samtidigt titelrollen.
Hon var en av deltagarna och slutade på andra plats i TV 4:s Farmen VIP under våren 2019.
Sedan 2017 framträder hon även återkommande med jazzgruppen New Blues Transfusion.
Sommaren 2021 spelade hon den kvinnliga huvudrollen, "Maria Hoffman" i Polhemsspelets friluftsföreställning Polhems underwerk, om Christoffer Polhem, i Sorunda prästgårdspark.
December 2022 gjorde hon tillsammans med tre andra kvinnliga artister på Clarion Hotel Post i Göteborg julshowen Queens – A Tribute to the Music of Queen, uppföljt av sverigeturné 2023–2024.
Som röstskådespelare har Anna Sahlin dubbat flera filmroller till svenska och fick bland annat en uppmärksammad hit med sången "Vi pratar inte om Bruno" från Disney-filmen Encanto (2021), där hon ger röst åt rollen "Pepa".

## Privatliv
Åren 2010–2023 var Anna Sahlin gift med gitarristen Jimmy Wahlsteen, med vilken hon har två barn, Lily Wahlsteen och Orlando Wahlsteen.

## Diskografi

### Studioalbum
- It's Been a While (2004)
- Photograph (2005)
- Roses (2012)

### Singlar
- "The Little Voice" (2000)
- "House" (2000)
- "Fishies" (2001)
- "Runaway" (2002)
- "Do You Really Wanna?"  (2003)
- "No Ordinary Girl"  (2003)
- "We're Unbreakable" (2003)
- "Creeps" (2005)
- "You Can Shine"  (2005)
- "Photograph" (2005)
- "This Woman" (2006)
- "Killing Me Tenderly" (2009; duett med Maria Haukaas Storeng)
- "Vertigo" feat. Bassflow (2013)
- "This Christmas" (2014)
- "We are one" (2017)
- Tänk att vi hade turen (2019)
- Just one story away (2019)
- Champion (2021)

## Filmografi
- 1986 – Alla vi barn i Bullerbyn
- 1987 – Mer om oss barn i Bullerbyn
- 2005 – Robotar (röst)
- 2006 – Happy Feet (röst)
- 2008 – Disco-Daggarna (röst)
- 2008 – Elefantprinsessan (röst)
- 2011 – Happy Feet 2 (röst)
- 2021 – Lassie kommer hem (röst)
- 2021 – Encanto (röst)
- 2023 – Ruby – Havsmonstret (röst)
- 2023 – Squid Game: The Challenge (TV-serie) (tävlande)

## Teater

### Roller
| År        | Roll            | Produktion                                                       | Regi                                 | Teater                                                 |
| --------- | --------------- | ---------------------------------------------------------------- | ------------------------------------ | ------------------------------------------------------ |
| 2007      | Jenny           | Footloose Tom Snow, Dean Pitchford och Walter Bobbie             | Roine Söderlundh                     | Stora Teatern/ Intiman                                 |
| 2011      |                 | The Blues Mothers (show)                                         |                                      | Eriksbergshallen (Göteborg), Globens annex (Stockholm) |
| 2012-2013 | Maria Magdalena | Jesus Christ Superstar Andrew Lloyd-Webber, Tim Rice             | Ronny Danielsson                     | Göta Lejon                                             |
| 2018–2019 | Grace           | Annie Charles Strouse, Thomas Meehan, Martin Charnin             | Eva Rydberg                          | Nöjesteatern (Malmö), Lorensbergsteatern (Göteborg)    |
| 2021      | Maria Hoffman   | Polhems underwerk Elisabet Eggehorn, Ylva Eggehorn, Per Rosenius | Elisabet Eggehorn och Patrik Sörling | Polhemsspelet, Sorunda                                 |